# Театр Сан-Кассиано

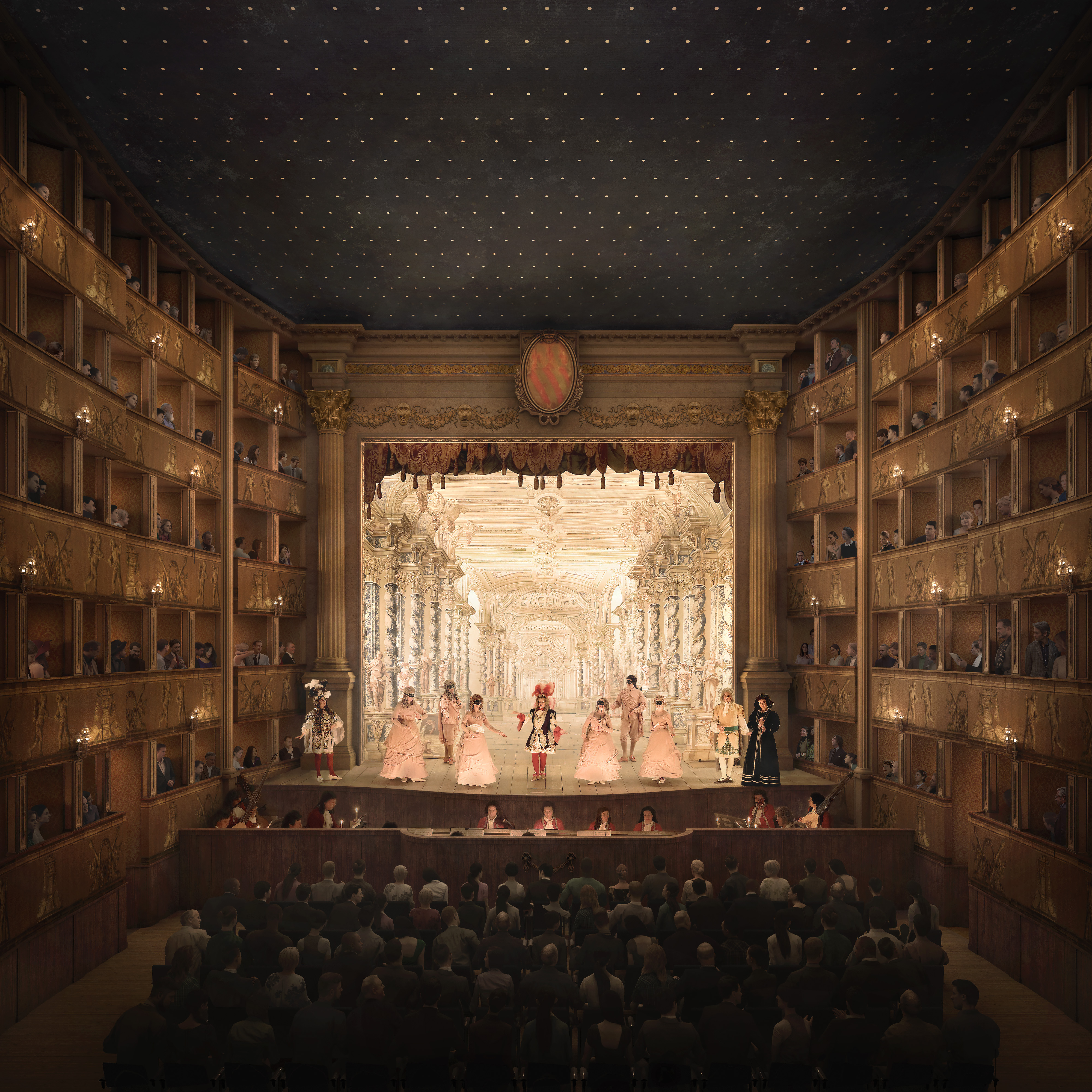
Театр Сан-Кассиано, современная реконструкция

Театр Сан-Кассиано (итал. Teatro San Cassiano) в Венеции — первый в мире общедоступный (публичный) оперный театр. Открыт в 1637 году, первые документальные свидетельства о постройке его здания относятся к 1581 году. Театр получил имя, под которым он наиболее известен, по приходу Сан-Кассиано, в котором находилось его здание, в районе Санта-Кроче, недалеко от Риальто. Сан-Кассиано принадлежал венецианской семье Троно. Фактически до открытия Сан-Кассиано публичные театры, действующие на коммерческой основе, ставили только театральные представления (то есть «комедии»), в то время как опера оставалась частной, закрытой зрелищной формой для зрителей из числа аристократов. Театр Сан-Кассиано впервые сделал оперу доступной для широкой публики, а не только для придворных. Закрыт и снесён в начале XIX века.

## XVI век
Первая информация, касающаяся театра, существовавшего на месте будущего театра Сан-Кассиано, относится к 1581 году. Семейный театр Троно для «комедии» упоминается в письме от 4 января 1580 года (то есть 1581), отправленном Этторе Троно герцогу Альфонсо II д'Эсте, а также в работе Франческо Сансовино, Venetia città nobilissima et singolare, где говорится о двух театрах в приходе Сан-Кассиано. По мнению некоторых историков, в плане театр семейства Троно, возможно, был «яйцевидным», а театр семейства Микьель, в свою очередь, — «круглым». В своем письме герцогу Альфонсу Троно пишет об «огромных расходах на чтение комедий», но также намекает на популярность своего предприятия, так как за депозиты многих лож было получено около 1000 дукатов. 
В связи с этим исследователи делают предположение, что театральные ложи, которые позже станут одним из ключевых архитектурных элементов 'teatro all’italiana' (итальянского оперного театра), уже существовали в будущем театре Сан-Кассиано. Это также подтверждается письмом из Венеции Паоло Мори (агента герцога Мантуанского) от 7 октября 1581 года, в котором упоминаются «ложи этих двух специально построенных площадок». Кроме того, в «Trattato de 'Portamenti» Антонио Персио (1607), в отрывке, относящемся к годам, предшествующим 1593 году — там, где, по-видимому, имеются в виду либо театр Троно, либо театр Микьель, — автор пишет, что дворяне «арендовали почти все ложи».
В отношении театральных лож в Венеции в 1580 году произошли радикальные изменения в правилах строительства. Совет Десяти из опасений обрушения подобных конструкций постановил проверять их надёжность, чтобы избежать несчастных случаев. 
Театр Троно, как и театр Микьель, был закрыт в 1585 году по приказу Совета Десяти, а все его деревянные сценические конструкции были демонтированы. Второе его открытие состоялось, вероятно, после 1607 года.

## XVII век
В архивных документах имеются упоминания использования театра Сан-Кассиано для театральных представлений на протяжении 1610-х годов. Театр дважды уничтожался пожарами — в 1629 и 1633 годах. Отсутствуют упоминания театра с 1634 по 1635 год .
Второго мая 1636 года братья Трон (Этторе и Франческо из «ветви» семьи Сан-Бенетто) сообщили властям о своем намерении открыть «Музыкальный театр», с самого начала определив его функцию как оперного театра. Это само по себе знаменует собой решающий поворотный момент в истории оперы: театр, построенный специально для постановки музыкальных спектаклей «для удовольствия уважаемой публики».
Изображения театра 1637 года на сегодня не сохранились: неизвестно, как он выглядел снаружи и какие у него были интерьеры. Театр Сан-Кассиано был открыт в 1637 году спектаклем «Андромеда» на музыку Франческо Манелли, либретто написал Бенедетто Феррари. В посвящении от 6 мая 1637 года указывается, что опера «возродилась на сцене два месяца назад».
Историческое значение этого события неоценимо, как и сложившаяся коммерческая практика покупки входного билета каждым зрителем; концепция, предназначенная для глобального распространения, но впервые встречающаяся здесь как публичная опера. В самом деле, Театр Сан-Кассиано, таким образом, можно рассматривать как экономико-архитектурный прототип так называемого «teatro all’italiana». Венецианский переход от оперы придворной к общедоступной опере, по мнению музыковеда Лоренцо Бьянкони, знаменовал переворот в распространении этого вида искусства и, одновременно, положил начало коммерческому театру, структура которого была принята впоследствии по всей Италии. Открытие и финансовый успех Сан-Кассиано сподвигли и другие знатные венецианские семьи к занятию театральным бизнесом, в том числе в области оперного искусства. Вслед за семьёй Трон свои театры открыли Гримани, Джустиниани, Микеле. Четыре новых оперных театра появилось в Венеции только на рубеже 1630—1640 годов, в общей сложности в XVII веке в городе было открыто 10 оперных площадок.
В 1637 году зрители платили за право посещать театр Сан-Кассиано 4 венецианские лиры; в 1678 году театр, наряду с другими оперными венецианскими театрами, устанавливает плату в 1/4 дуката. Традиционно венецианцы ходили в оперные театры всей семьёй два или три раза в год. Представления давались в течение года трижды: зимнее — в завершение карнавала — со дня святого Стефана до 30 марта; на праздник Вознесения до 15 июня — спектакли шли в течение двух недель; и, наконец, осенью с 1 сентября до 30 ноября.

### Устройство театра

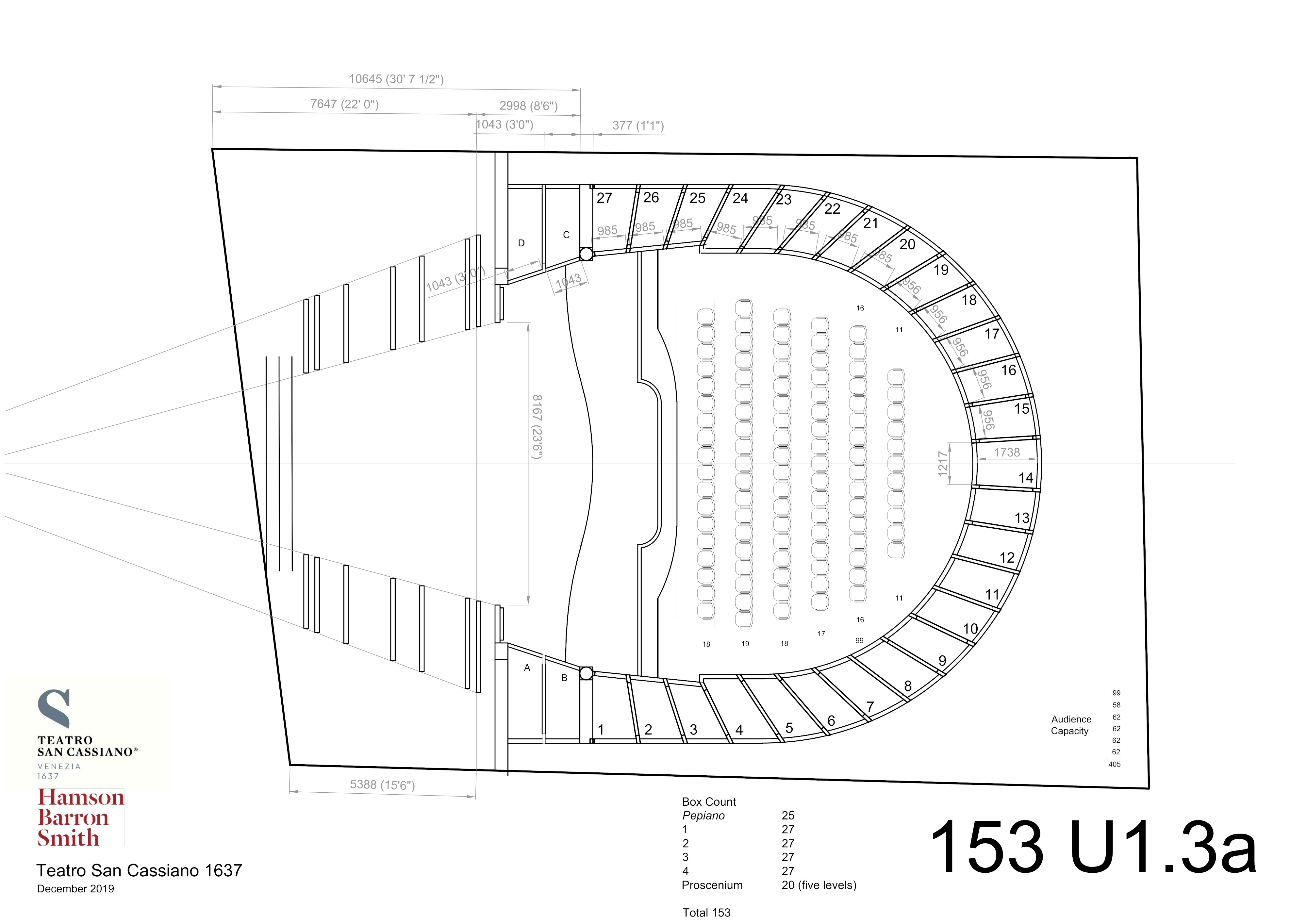
Театр Сан-Кассиано. Реконструкция плана

Учитывая полное отсутствие изображений, относящихся к этому этапу истории театра Сан-Кассиано, документ, составленный нотариусом Алессандро Парильей в Венето и датированный 12 февраля 1657 года, дает значительное представление о внутренней структуре зрительного зала. В нем нотариус записывает, что до этой даты в театре было в общей сложности 153 ложи, а теперь осталось 102; причина сокращения количества лож не указана, имеется ли также в виду только используемые ложи или все ложи театра, неясно.
Такое же количество лож — 153 было позже указано французом Жаком Шассебра де Крамай в 1683 году в Mercure Galant. Шассебра де Крамай сообщает, что «театр Сан-Кассиано […] имеет пять ярусов лож по 31 в каждом ярусе». Принимая во внимание особенности венецианских театров семнадцатого века, логично сделать вывод, что в общей сложности 153 ложи составляют четыре яруса по 31 ложи в каждом и первый ярус «первого этажа», известный как pepiano, из 29 лож с двумя боковыми входами на места оркестра. Это число в точности совпадает с записанным десятилетиями позже венецианским архитектором Франческо Богьоло, когда он проводил обследования всех венецианских театров и еще одного в Падуе до 7 июня 1765 года. В своем списке замеров, относящихся к тому, что Богьоло называет «старым Театро Сан-Кассиано» (датируемым 1696 годом или позже 1670 годом), архитектор указывает «общее количество лож: 31 на ярус», так же, как и Шассебра. Таким образом, количество лож театра, по крайней мере с 1650-х годов до середины восемнадцатого века было неизменно. Учитывая, что первые дошедшие до нас свидетельства об устройстве театра относятся к февралю 1657 года (то есть февралю 1658 года), и  что между его открытием в 1637 году и 1658 годом не дошло сведений о его переделках или реконструкциях, а также то обстоятельство, что участок земли, на котором расположен театр, с 1637 по 1760-е годы оставался неизменным (его размеры составляли примерно 27 на 18,5 м), можно сделать вывод, что с самого начала в театре 1637 года было 153 ложи в пять ярусов.
Можно привести несколько театров, имевших пять ярусов лож в зрительном зале — это временный театр, построенный для постановки «Эрмионы» (Падуя, 1636)  и театр в Большом зале Палаццо дель Подеста (Болонья, 1639) 

## XVIII век

«Новый» театр Сан-Кассиано (1763). Нереализованный план Франческо Богьоло

Нет никаких свидетельств об изменении в конструкциях театра в первой половине восемнадцатого века.
Регулярная постановка опер в Сан-Кассиано продолжались, по крайней мере, до середины века, в частности, благодаря длительному сотрудничеству с Томмазо Альбинони и другими известными композиторами: Антонио Поллароло, Франческо Гаспарини, Карло Франческо Поллароло, Антонио Лотти, Гаэтано Латильей, Бальдассаре Галуппи. 
Как уже говорилось выше, до 1765 года Франческо Богьоло — архитектор, ответственный за дизайн «нового» театра Сан-Кассиано, провел измерения «во всех театрах Венеции, а также в одном в Падуе». Поэтому известны точные размеры, относящиеся к «старого» Театра Сан-Кассиано. Он был небольшим: например, авансцена была чуть шире 8 метров, а средняя глубина сцены составляла 6,5 метра. Ложи были чрезвычайно ограничены по размеру, по крайней мере, по сравнению с ложами XIX века, к которым привыкли современные зрители.
«Новый» театр Сан-Кассиано торжественно открылся «Смертью Димоне» (1763) на музыку Антонио Тоцци и либретто Иоганна Йозефа Феликса фон Курца и Джованни Бертати, то главное его отличие заключалось в том, что его помещение было более глубоким за счет увеличения длины здания после сноса двух небольших домиков, которые располагались у торца «старого» Сан-Кассиано. В «новом» Театро Сан-Кассиано средняя глубина сцены была около 9,5 метров, то есть примерно на 3 метра больше, чем у его предшественника; ложи также были немного шире: достаточно сравнить ширину лож авансцены «старого» и «нового» театров, равную 104 см и 139 см соответственно.
Если верить сообщению Джакомо Казановы, то немногим более десяти лет спустя после открытия «нового» Сан-Кассиано, в 1776 году, то венецианские проститутки, при попустительстве городских властей, имели обыкновение приводить своих клиентов в ложи пятого яруса, что свидетельствует об общем падении нравов. 
Последним сезоном театра, о котором сохранились сведения, был сезон 1798 года, во время которого в Сан-Кассиано прошли две оперы: «Экстравагантная супруга»  (как сказано в либретто: «Музыка написана г-ном Пьетро Гульельми, неаполитанским часовщиком. Сценарий полностью придуман и поставлен. Луиджи Факчинелли из Вероны» и «Противоположные настроения» (итал. Gli umori contrari, музыка Себастьяно Насолини, либретто Джованни Бертати).
О последних днях здания Сан-Кассиано сообщает издание I teatri del Veneto: «В 1805 году французы решили окончательно закрыть его. Все здание было снесено в 1812 году, чтобы освободить место для домов [...]. Сегодня площадь Театро Сан-Кассиано превратилась в сад Альбрицци».

## Постановки театра

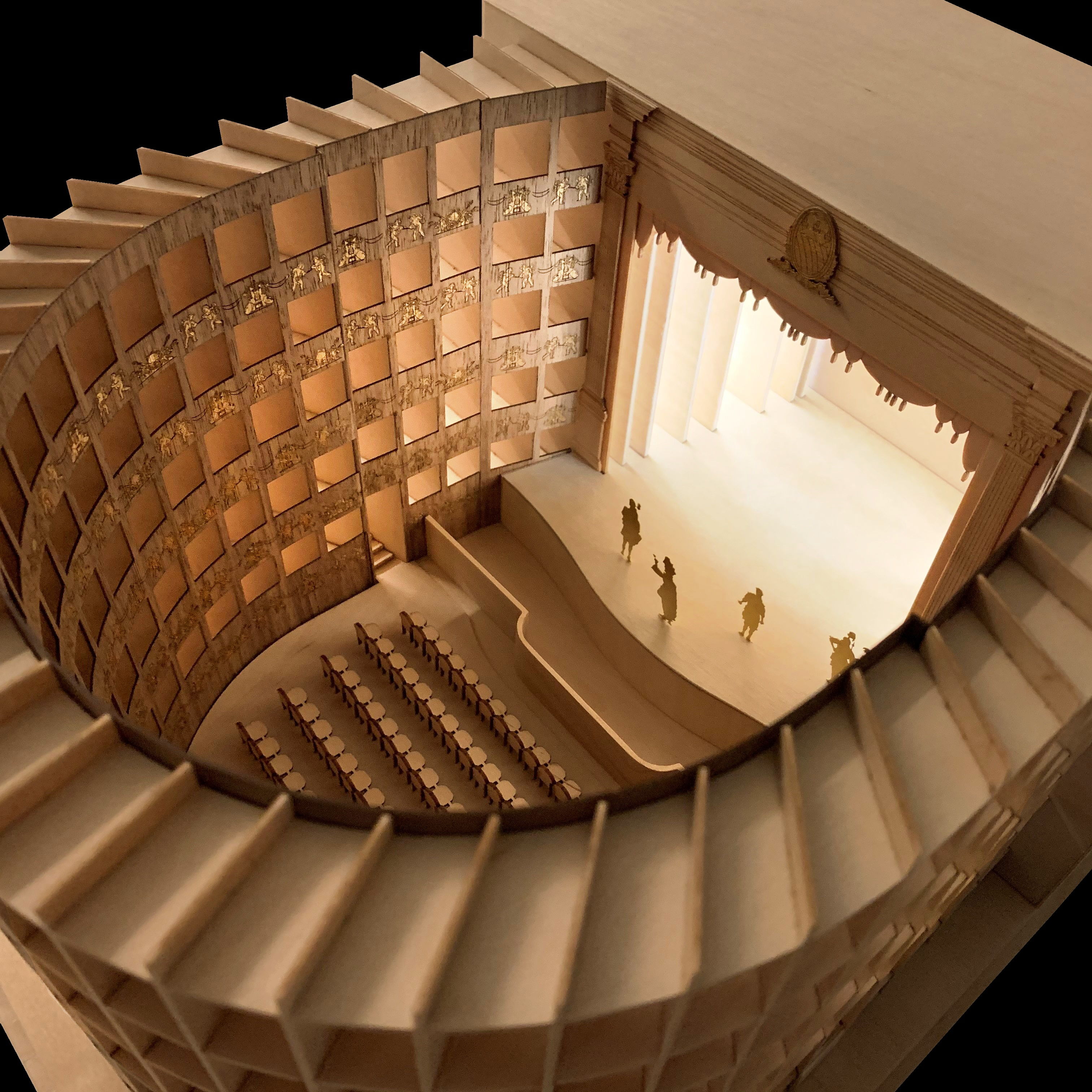
Театр Сан-Кассиано в 1637 году. Реконструкция. Деревянная модель

После постановки La maga fulminata (1638), где снова Франческо Манелли был автором музыки, а Бенедетто Феррари — либретто, с 1639 года главным действующим композитором театра и одной из главных фигур музыкальной жизни Венеции стал Франческо Кавалли. Кавалли стал одним из наиболее изученных и значительных оперных композиторов семнадцатого века, так как его произведения отмечены исключительными музыкальными достоинствами и сохранилось большое количество документов, касающихся их создания и постановочной судьбы. За первую четверть века бытования венецианской оперы, по сравнению с примерно сотней сохранившихся печатных либретто, сегодня сохранилось только около тридцати рукописных партитур, из которых две трети принадлежат Кавалли. Его Le nozze di Teti e di Peleo (1639) остается первой полностью сохранившейся оперой театра Сан-Кассиано. Затем последовали «Любовь Аполлона и Дафны» (1640), «Дидона» (1641), «Сила стрел Амура» (1642), «Эгисф» (1643), «Орминдо» (1644), «Дориклея» и «Титон» (1645), «Язон» (1649), «Оримонт» (1650), «Антиох» (1658) и «Елена» (1659). Другие известные композиторы, работавшие в Театре Сан-Кассиано в XVII веке — Пьетро Андреа Джиани, Маркантонио Джиани, Антонио Джанеттини и Томазо Альбинони. Опера Джанеттини L’ingresso alla gioventù di Claudio Nerone (Модена, 1692) стала первой совместной постановкой театра Сан-Кассиано в рамках проекта реконструкции, когда в сентябре 2018 года в замковом театре Чески Крумлов была представлена её современная премьера (Дирижёр Ондржей Мацек).

## Проект переосмысления и реконструкции
В 2019 годубыл обнародован проект реконструкции театра, задуманный английским предпринимателем и музыковедом Полом Аткином. Его целью является восстановление в Венеции Театра Сан-Кассиано образца 1637 года, укомплектованного сценическими механизмами и мобильными декорациями, воссозданного с максимальным приближением к оригиналу, насколько это возможно благодаря историческим и культурным изысканиям. По замыслу Аткина реконструированный Театр Сан-Кассиано должен стать международным центром исследовательских экспериментов и аутентичных постановок опер эпохи барокко.
Проект реконструкции театра Сан-Кассиано образца 1637 года в Венеции был задуман и профинансирован Полом Аткином, основателем и генеральным директором Teatro San Cassiano Group Ltd. Перестройка оригинального театра 1637 года в Венеции всерьез началась в апреле 2015 года. Это привело к присоединению Teatro San Cassiano Group в начале мая 2017 года (что совпало с годовщиной выпуска либретто «Андромеды», посвящение которого датировано 6 мая 1637 года) и запуску проекта в июне 2019 года в рамках международной конференции, выставки и заключительного концерта в Венеции: «Театр Сан-Кассиано: необходимость, решение, возможность». Проект получил официальную поддержку Венецианской коммуны. Группа Teatro San Cassiano объявила, что определено предпочтительное место для возведения здания и что в настоящее время ведутся соответствующие архитектурно-технические исследования. 
В 2018 году на основе различных архивных данных Стефано Патуцци (директор по исследованиям Teatro San Cassiano Group Ltd) подготовил таблицу (в венецианских футах и дюймах с соответствующими преобразованиями в сантиметры) измерений обоих «старый» и «новый» Театр Сан-Кассиано. Используя эти данные, Аткин и Патуцци затем тесно сотрудничали с Джоном Гринфилдом (архитектор реконструкции Театра Сэма Ванамейкера в Лондоне) для создания первых исторически обоснованных архитектурных планов театра 1637 года. Были определены параметры для 2D и 3D визуализации театра, а также создания деревянной модели и модели CGI оригинального театра. Данные, полученные в результате измерений участка земли, замеров зрительного зала и сцены, зафиксированных Баньоло для 'Teatro di S. Cassan vecchio' (до 1696/1670 года), полностью совместимы и дополнительно подтверждают возможность того, что с 1637 года общая структура театра состояла ровно из пяти ярусов с в общей сложности 153 ложами, как засвидетельствовано в нотариальном документе от 1657 года.
Придерживаясь абсолютно всех архивных данных и измерений, проект (с методологической точки зрения) направлен в первую очередь на «переосмысление» концепции театра Сан-Кассиано 1637 года, что, таким образом, следует за приоритетом, установленным обеими лондонскими моделями, а именно «Глобусом» Шекспира и Театром Сэма Ванамейкера. Несмотря на термин «переосмысление», проект никоим образом не предназначен для обозначения произвольного или субъективного процесса создания; напротив, он призван подчеркнуть, как архивные источники и другие первоисточники, очевидно имеющие фундаментальное значение, по самой своей природе оставляют пробелы в интерпретации, которые необходимо заполнить, для которых, конечно, необходимы решения, основанные на аналогиях и сходствах: например, в отношении других венецианских театров того же периода, материалов того же периода и так далее 
После перестройки театр Сан-Кассиано снова станет общественным театром, специализирующимся на постановке оперы XVII и XVIII веков. Цель состоит в том, чтобы создать всемирно известный центр для непрерывного изучения различных исторических практик (исполнительских, постановочных), чтобы оживить эту часть Венеции, обеспечить занятость венецианцев и поддерживать постоянный диалог с сообществом через образовательные и музыкальные программы, разработанные для аудитории всех возрастов, от начальной школы до университета, а затем и для более широких слоев населения. В театре также планируется открыть музей и создать культурный комплекс в стиле барокко, полностью открытый для общественности.